# Binibona
Binibona ist ein Dorf auf der Baleareninsel Mallorca, das zur Gemeindeverwaltung Selva gehört. Es befindet sich rund 2,3 km nordöstlich von Caimari am Fuße der Sierra de Tramuntana.

## Geschichte
Der Ortsname wird in einem Dokument aus dem Jahr 1300 als Bilamala in der Topónimo 1232 dokumentiert, danach 1250 als Benimalen und 1290 als Benimala. 1506 wird der Ort erstmals als Beniabona dokumentiert. Nach den Aufzeichnungen des Philologe Joan Corominas ist der Ursprung des Namens aus Zeit der maurischen Herrschaft und geht auf den Begriff Bilamala = schlechter Felsen, felsiges Land zurück. Nach dem Buch Llibre del Repartiment scheint es ein typischer Fall von Umbenennung des Begriffes zu sein, denn mala bedeutet schlecht und aus abergläubischen Gründen wurde der Ortszusatz dann 1506 in bona = gut geändert.
Die ältesten erhaltenen und heute restaurierten Gebäude stammen aus dem 15. und 16. Jahrhundert, später wurden Herrenhäuser hinzugefügt. Ein besonderer Gutshof wurde in ein Agrotourismushotel umgebaut.  Darüber hinaus gibt es eine alte Kapelle aus dem 16. Jahrhundert mit einem Kreuzgang der von einem großen Bogen aus Sandstein gekrönt wird. 
Die heutige Einwohnerzahl ist mit 69 Bewohnern in der INE-Statistik von Caimari enthalten. (Quelle: INE)

## Anmerkung
Das Dokument Llibre del Repartiment ist im Archiv des Königreichs Mallorca in der Stadt Palma verwahrt. Es besteht aus zwei Bänden, eine zweisprachige Version in Latein und Arabisch, und eine andere auf Katalanisch.